# Macintosh 128K
El Macintosh fue el ordenador personal original de la empresa Apple que inició una línea de productos que se mantiene hasta el día de hoy orientada inicialmente al mercado de consumo masivo. Lanzado en enero de 1984 al precio de 2495 dólares estadounidenses, tenía una carcasa color beige y era de un solo módulo.
Este ordenador de Apple contaba como principal característica con una interfaz gráfica de usuario (GUI). Además incorporó el uso del ratón para interactuar con la interfaz gráfica, convirtiendo en un estándar en la industria.
Una muesca en la parte superior de la carcasa permitía cargar el ordenador para su transporte. Este modelo original de Macintosh es ahora conocido como el Macintosh 128K, un retrónimo acuñado para diferenciarlo de otros modelos.

## Historia y Desarrollo
El computador fue originalmente un proyecto dirigido de forma semiclandestina dentro de Apple Computer por Jef Raskin. Raskin, un matemático y filósofo, ideó un proyecto que supusiera una ruta distinta al Apple II, por aquel entonces el producto insignia de la compañía; idea expresada en un artículo escrito en 1979 titulado Computers by the Millions (Computadoras para Millones), artículo que no fue publicado hasta 1982 en SIGPC Newsletter debido a que el principal inversor de la compañía en aquel entonces Mike Markkula le pidió que fuera tratado como un informe interno confidencial de la compañía.
El primer borrador que Raskin imaginó era el de un equipo "todo en uno" que incluía monitor, teclado e impresora capaz de trabajar sin necesidad de cables externos, a un coste estimado de 1000 dólares. A cambio, el computador sólo debía estar equipado con una reducida pantalla de cinco pulgadas, un CPU económico (Motorola 6809) y una memoria principal de capacidad muy compacta de 64 kB. Inicialmente el proyecto se llamó Annie pero Raskin quiso evitar un tono sexista y buscó un nombre distinto, optando por el de su variedad de manzana preferida, la McIntosh. Problemas con la ya existente marca de equipos de audio McIntosh Laboratory, lo llevó a variar el nombre a Macintosh.
Para septiembre de 1980, Steve Jobs, fundador y uno de los líderes de la compañía, venía de salir del fallido proyecto Apple III y se había abocado con mucha intensidad al Apple Lisa. Pero finalmente discrepancias con John Couch, jefe de aquel proyecto, hicieron que el presidente de Apple en aquel entonces Mike Scott apoyara a Couch y desligara a Jobs de aquella asignatura. Jobs no tardaría en buscar otro tema en el cual intervenir y reculó en aquel pequeño producto en desarrollo del que pocos sabían de su existencia. Raskin llevaba un cuaderno donde apuntaba sus ideas del aquel computador llamado "El Cuaderno del Macintosh". Pero la personalidad de Jobs, quien originalmente contrató a Raskin, entró en conflicto con la de este último durante el proceso. Jobs, motivado por el propio Raskin, venía de visitar el Xerox Parc en 1979 donde había sido profundamente impresionado por los avances tecnológicos que se llevaban en aquel centro de investigación: las interfaces gráficas de usuario, el dispositivo apodado "ratón", los mapas de bits. Este interés de Jobs chocaba con el concepto de Raskin empezando por el procesador: el modesto chip Motorola 6809 no podría soportar aquellos avances que Jobs quería incorporar, por lo que presionó a la empresa para que virarán hacia el más potente procesador Motorola 68000, que era el mismo que utilizaba el Lisa. De forma confidencial, le pidió al ingeniero autodidacta Burrel Smith para que armara un prototipo de placa que empleará el nuevo chip. Smith trabajo día y noche durante 3 semanas logrando impresionantes resultados y avances importantes. Raskin tuvo que darse por vencido y recalcular el precio del equipo en ciernes. Raskin no estaba muy convencido del potencial de las interfaces gráficas y de empleo de los iconos en vez de comandos escritos simplificados.

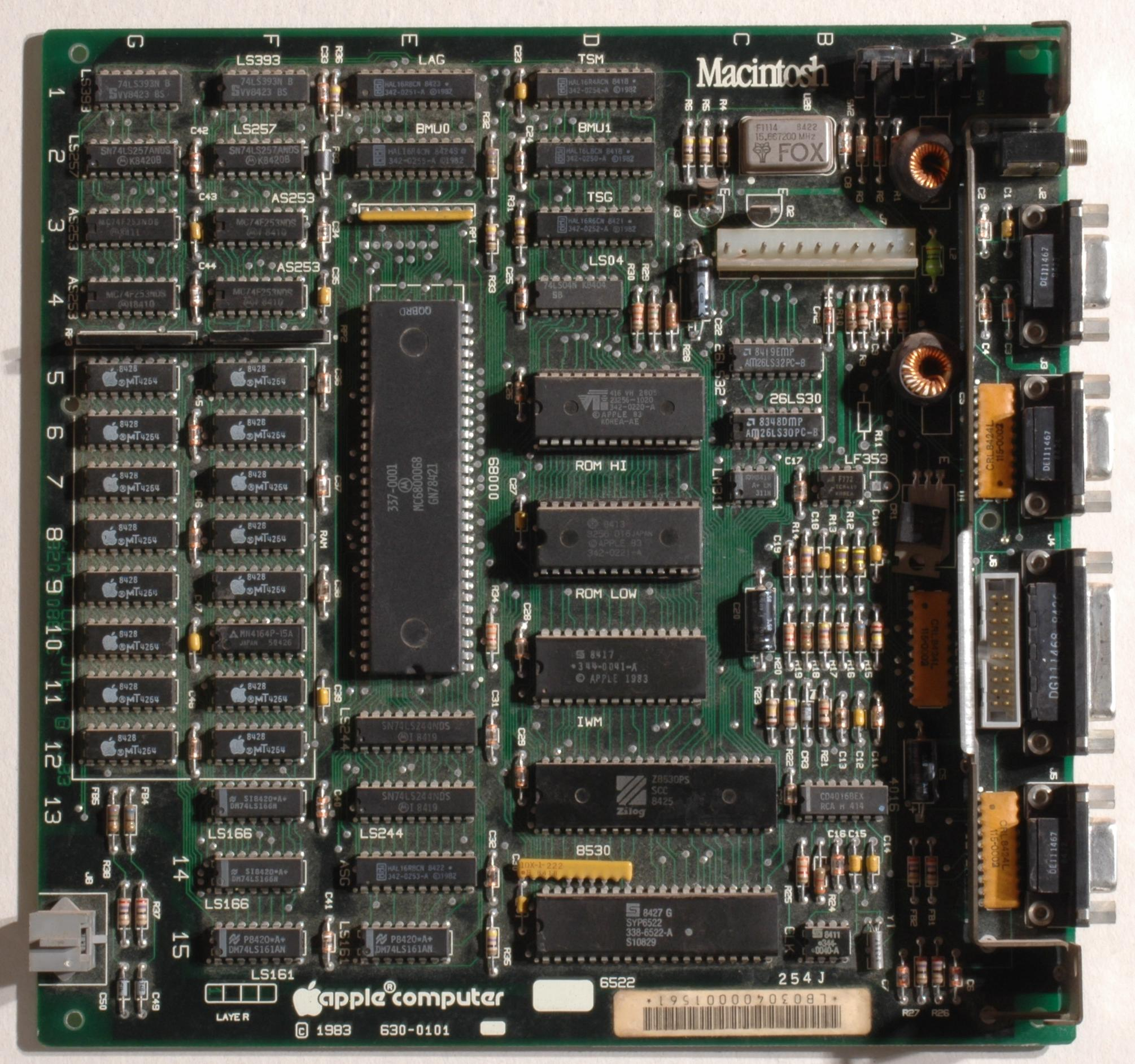
Placa base de Macintosh 128K.

Finalmente con el tiempo Jobs empezó a imponer su visión sobre la originalmente planteada por Raskin, reclutando ingenieros que habían trabajado en el proyecto Lisa, como Bill Atkinson. Jobs quería subsanar el hecho de ser apartado del proyecto Lisa, ordenador orientado al mundo empresarial y profesional, lo que consideraba una derrota personal, llegando a apostar al jefe del proyecto Lisa que el Macintosh estaría listo antes de un año. Las tensiones entre Raskin y Jobs llegaron a un punto en el que Scott tuvo que volver a tomar una decisión radical. Dado que en una oportunidad ya había apartado a Jobs de un proyecto, esta vez le dio la razón a Jobs. Raskin tuvo que ser forzado a tomar un licencia que se convirtió finalmente en expulsión. El camino para el Macintosh estaba ya trazado. Steve Jobs, ya plenamente al mando, reclutó a otros ingenieros del proyecto Lisa como Andy Hertzfeld y extrabajadores el Xerox Parc como Larry Tesler y Bruce Horn. La Macintosh sería finalmente la visión de lo que Jobs pensaba que debía ser el sustituto del Apple II como el producto sobre el que cimentara en el futuro cercano la compañía: una máquina para que el mercado de consumo directo dirigido al público en general sin conocimiento previo en computación cuya operación y manejo fuera inmediato e intuitivo, apoyado en una interfaz gráfica y en el empleo del ratón. Jobs convirtió el adminiculo que vio en el Xerox Parc, en un dispositivo económico y viable empleando un solo botón (Raskin pensaba que el ratón debía tener 3 botones).
El computador personal Macintosh no estaba previsto como un producto aislado en sí, sino como una plataforma sobre la que se deberían ir desarrollando un conjunto de aplicatívos que sacaran provecho de su potencial de procesamiento tanto para edición de textos, generación de diagramas financieros, cálculos matemáticos, diseño gráfico, diagramación y videojuegos. De hecho la primera hoja de cálculos Excel de la empresa Microsoft, actualmente el estándar básico de cualquier PC compatible desde hace 25 años, se creó originalmente para el Macintosh.

## Diseño y Concepto
La visión de Steve Jobs sobre cómo debía lucir y funcionar la Macintosh, llevó a este último a presionar a su equipo hasta el límite con el fin de lograr alcanzar su meta. Jobs tenía una cultura autodidacta sobre el diseño industrial cuya filiación iniciaba con los intereses artesanales de su padre, la línea industrial de los productos de la marca japonesa Sony (la cual posteriormente descartó) y luego el descubrimiento del diseño y estilo italiano durante una conferencia internacional en Aspen a la cual asistió en el año de 1981. También entró en contacto con la escuela alemana de la Bauhaus por la cual finalmente se decantó, llegando a dar una conferencia en 1983 en el mismo foro de Aspen sobre el tema, prediciendo que el diseño estaba evolucionando hacia un relación fluida y diáfana entre forma y función tal como lo hacía la marca alemana Braun, haciendo suya la premisa del celebré arquitecto alemán Ludwig Mies Van der Rohe "menos es más". Buscó a partir de ese momento darle esa impronta a todos los productos de su compañía empezando por el Macintosh, optando por un producto "todo en uno", de imagen limpia, denotando la alta tecnología que contenía junto con una imagen amigable y poco intimidante, con una geometría minimalista para la carcasa contrastando con otros productos de la época.
Jerry Manock, jefe de diseñadores, y sobre todo Terry Oyama fueron los que finalmente esculpieron después de muchos bocetos que Jobs revisaba de forma meticulosa la forma y la apariencia final de la máquina. Jobs trató que el ordenador se pareciera a ciertos electrodomésticos integrales más que a los ordenadores disponibles en el mercado.
El aspecto del Software también fue fundamental para Jobs ya que la máquina iba a tener una apariencia de interfase gráfica donde las formas geométricas eran fundamentales. Atkinson logró un algoritmo que facilitaba el dibujar formas geométricas en la pantalla. Andy Hertzfeld llamó a una amiga del instituto llamada Susan Kare quien aportó mucho en el diseño de las fuentes tipográficas, tema que obsesionaba a Jobs, quién estudió de forma libre sobre disco tipográfico en el Reeds College, debido a que al tener una interfase gráfica, el Macintosh podía soportar cientos de diseños tipográficos, cosa que no sucedía con sistemas que corrían en MS-DOS. A pesar de que los directivos de Apple no estaban demasiado convencidos con la obsesión de Jobs por la tipografía, este aspecto fue vital para el posterior establecimiento de un nicho de mercado en torno al mundo de las publicaciones y la autoedición, campo inédito para la industria de computación por aquel entonces. Susan Kare también fue la encargada de crear todo el catálogo de iconos que empleaba la máquina y que se convirtieron luego en estándares de la industria: como la cara del Mac sonriente al inicio del encendido, la papelera, el fólder. Al igual que el Lisa, el sistema operativo del Macintosh recreaba todos los elementos del escritorio clásico, entre ellos, la calculadora, la cual fue propuesta por el ingeniero Chris Espinosa con diseño final de Jobs.
Si bien el Macintosh no era un derivado directo del Lisa, sino casi un proyecto hermano, existían muchas más similitudes que diferencias entre sí. Ambos empleaban sistemas operativos basados en interfaces gráficas extremadamente similares, ambos incorporaron en su concepción el empleo del ratón y el puntero en pantalla, ambos se basaban en iconos. Incluso ambos usaban pantalla de fondo blanco y color negro para las líneas empleando mayor cantidad de fósforo que una pantalla normal, incrementando coste y permitiendo además el WYSIWYG (lo que ves es lo que obtienes) entre la pantalla y el documento impreso. La gran diferencia era en el software. El Lisa venía con una Suite ofimática de 7 programas de productividad creada por Apple, mientras el Macintosh permitía con mayor facilidad que terceros diseñaran el software que emplearía, empezando por la empresa Microsoft cuyo sistema operativo Windows está directamente inspirado en el sistema operativo del Lisa y el Macintosh. Un aspecto importante del "Hardware" que diferenció ambos proyectos fue que mientras el Lisa empleaba el disquete de formato 5¼" denominado "Twiggy", los cuales resultaron muy poco fiables, el Macintosh, que originalmente también lo iba a emplear, terminó empleando un nuevo formato para aquel tiempo de 3½" desarrollado por Sony, con una carcasa más dura y del tamaño que permitía llevarlo en el bolsillo de una camisa y mucho más fiable, hecho que inicialmente se hizo a espaldas de Jobs quien se quería decantar por otro fabricante japonés. Este fue uno de los últimos escollos técnico que el proyecto debió sortear.
Finalmente la funcionalidad del Mac (como finalmente se le terminó denominando a las líneas posteriores de Macintosh) se trasladaba con el campo de acción de Lisa por un precio casi 4 veces menor, aportando al fracaso comercial de la línea de desarrollo del Lisa, a pesar de significar un enorme avance tecnológico en el mundo de la computación personal, saliendo del mercado al poco tiempo. Los equipos que quedaron fueron incorporados posteriormente a la línea Macintosh con el nombre Macintosh XL.

## Producción, lanzamiento y recepción
Para finales de 1982, Mike Markkula, presidente de Apple Computers se vio forzado a dejar el puesto por razones personales y debieron buscar un sustituto. John Sculley, quien venía de Pepsi, fue convencido por Jobs para ingresar a la plantilla de la empresa de Cupertino. Con el correr de los meses, las posiciones de Sculley y Jobs se fueron alejando. Sculley estaba impresionado por el computador Macintosh pero creía que el precio asignado de 1995 dólares era insuficiente para soportar un lanzamiento apoteósico, presionando para llevar el precio a 2495 dólares.
Microsoft, por aquel entonces aliado de Apple, empezó a crear aplicaciones para el nuevo computador pero por otro lado empezaba a reforzar también su línea de productos hacia el que se convertía en el computador personal más popular del mercado: el IBM PC empezando por MS-DOS. La salida al mercado del Macintosh estaba ya cargada de presión por apropiarse de una cuota de mercado cada vez más menguada para Apple frente al coloso azul (IBM). La agencia de publicidad contratada por Apple, Chiat/Day tomo como punto de partida este hecho y creó un anuncio basado en el concepto del gran hermano propuesto por el escritor George Orwell en su novela 1984. Se reclutó al director cinematográfico inglés Ridley Scott quien venía de dirigir la impresionante película Blade Runner. El anuncio fue lanzando durante una de las pausas comerciales de la 18.ª edición del Super Bowl en enero de 1984 por la cadena CBS, creando un enorme impacto en los millones de espectadores de forma inédita.
El Macintosh finalmente se presentó por el propio Steve Jobs ante una enorme expectación mediática el 24 de enero de 1984 en Cupertino. La máquina recibió diversos elogios por diversos especializados y no especializados. El célebre programa norteamericano Computer Chronicles le dedicó una edición entera en 1985. Incluso para aumentar el dramatismo, Jobs permitió que el computador corriera una presentación donde el sintetizador de voz de la máquina se introdujo a sí mismo. La Macintosh tuvo una salida al mercado sin precedentes y hubo un consenso general que representaba al igual que su hermano mayor Lisa un enorme avance en la industria que la llevaba hacia adelante una década. La máquina se fabricó en una planta de última generación en la ciudad de Fremont al norte del estado de California, mediante una combinación de procesos manuales y automatizados.
Si bien las reseñas de la máquina fueron muy elogiosas, colocándola incluso como ejemplo de ergonomía, la máquina era lenta dado que su GUI, basado en Mapa de Bits consumía una enorme cantidad de memoria y el computador Macintosh solo venía con 128 kB de RAM, a diferencia del Lisa que venía con 1000 kB de RAM. Eso lo hacía lento durante procesos complejos. Otro tema era el aspecto termodinámico: El Macintosh también incurría en el error de carecer de ventilador por decisión de Jobs, error que ya había cometido en el Apple III, calentando los componentes. Estas limitaciones frenaron la euforia inicial de los primeros meses. La máquina se vendió bien al inicio pero debieron ampliar su memoria rápidamente a 512 kB para atajar el problema.

## Características Técnicas
- Procesador 68000 de Motorola a 8 MHz
- ROM: 64 kB
- RAM: 128 kB
- Disquetera de 3.5" (400 kB)
- Puertos Seriales RS232 y RS422
- Posibilidad de añadir una segunda unidad de almacenamiento externa.
- Pantalla monocromática de 9", 512×342 pixeles.

El Macintosh fue diseñado para lograr un óptimo rendimiento gráfico, que había requerido previamente un equipo de más de 100 000 dólares, un precio inaccesible para la clase media. Este objetivo puntual resultó en un diseño eficiente, que carecía de capacidad de expansión externa pero cumplió o superó el rendimiento de referencia de sus competidores

### Procesador y memoria
La pieza central de la máquina era un microprocesador Motorola 68000 conectado a 128 kB de DRAM por un bus de datos de 16-bit de Bus de transferencia. La falta de RAM resultó ser una limitación y la memoria RAM no era expansible. Un chip de memoria ROM de 64 kB aumentaba la memoria efectiva a 192 kB, pero esto se compensó con 22 kB de frame buffer que era compartido con el controlador de vídeo DMA.
El controlador 68000 y vídeo se turnaban para acceder a la memoria RAM cada cuatro ciclos de la CPU durante la visualización de la memoria intermedia de trama, mientras que el 68000 tenía acceso sin restricciones a la DRAM durante intervalos de borrado vertical y horizontal. Tal disposición reduce el rendimiento global de la CPU hasta en un 35 % para la mayoría de los códigos como la visualización lógica a menudo bloqueaba el acceso de la CPU a la RAM. Esto hizo que la máquina pareciera funcionar más lento que algunos de sus competidores, a pesar de la frecuencia de reloj nominal.

### Periféricos
La pantalla integrada CRT era en blanco y negro de 1 bit, con un tamaño de 9” (23 cm) y una resolución fija de 512×342 píxels, estableciendo el estándar de autoedición de 72 PPI. La expansión y la creación de redes se lograron utilizando dos puertos DE-9 en serie no estándar RS-422 llamados "impresora" y "módem"; que no soportaba el protocolo Handshaking. Se podía conectar una unidad de disco externa mediante un conector propietario (19 pin D-sub). El teclado y el ratón utilizan protocolos propietarios simples, permitiendo algunas actualizaciones por parte de terceros. El teclado original M0110 no tenía teclas de flecha, teclado numérico o teclas de función. Esta fue una decisión deliberada por parte de Apple, ya que estas teclas eran comunes en las plataformas anteriores y se pensaba que la adición de estas teclas sería animar a los desarrolladores de software a simplemente adaptar sus aplicaciones existentes basadas en líneas de comandos escritos a la Mac, en lugar de diseñar programas completamente nuevos a partir del paradigma de interfaz gráfica de usuario.  Más tarde, Apple tendría un teclado numérico, el M0115, disponible para el Mac 128k. El teclado se siguió vendiendo con el posterior modelo Macintosh Plus e incluiría el teclado, así como flechas. Al igual que en el caso del modelo Lisa, el ratón tenía un solo botón. También se podían conectar auriculares estándar a la toma monoaural. Apple también ofreció los módems de 300 y 1200 bits originalmente lanzados para la línea de Apple II. Inicialmente, la única impresora disponible era la Apple Image Writer, una impresora de matriz de puntos, que fue diseñada para producir 144 dpi de salida WYSIWYG. Finalmente, la LaserWriter y otras impresoras pudieron conectarse mediante AppleTalk, el sistema de redes incorporado de Apple.

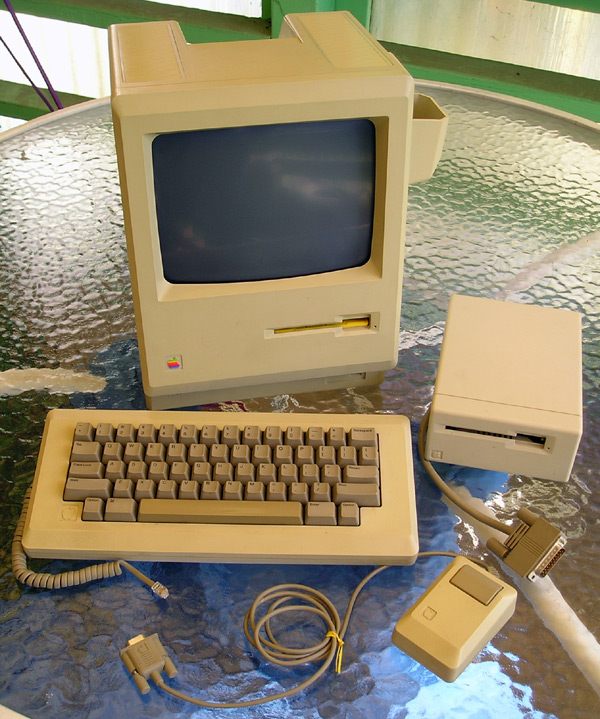
Mac512K wb

### Almacenamiento
El Macintosh contenía una unidad de disco flexible de una sola cara de 3.5 pulgadas con capacidad de 400 kB de almacenaje y no dedicaba ningún espacio a otro almacenamiento mecánico interno. El Mac OS estuvo basado en disquete desde el principio, a partir de la premisa que la memoria RAM tenía que ser conservada. Pero este disco de inicio todavía podía ser expulsado temporalmente. (La expulsión del archivos raíz de sistema se mantuvo como una característica inusual del Mac OS Classic hasta System 7). Un disquete era suficiente para almacenar el software del sistema, una aplicación y los archivos de datos creados con la aplicación. De hecho, la capacidad de 400 kB de la unidad lectora era más grande que los 360 kB de la lectora de la IBM PC XT de formato 5,25 pulgadas. Sin embargo, los entornos de trabajo más sofisticados de aquel tiempo requerían discos separados para documentos y la instalación del sistema. Debido a las limitaciones de memoria (128 kB) de la Macintosh original, y el hecho de que los disquetes podrían sostener 400 kB, los usuarios con frecuencia tenían que intercambiar discos dentro y fuera de la unidad de disquete. Por esa razón, se utilizan con frecuencia las unidades de disquete externos. La Lectora Externa para Disco de la Macintosh (mecánicamente idéntica a la interna, que llevaba a cuestas el mismo controlador) fue un popular complemento de 495 dólares en aquel momento. Las unidades de disco duro de otros fabricantes fueron considerablemente más caras y se conectaban al puerto serie más lento (según lo especificado por Apple), aunque algunos fabricantes optaron por utilizar el puerto de disquete no estándar más rápido. El 128K sólo puede utilizar el sistema original del archivo Macintosh para su almacenamiento.

### Software
El Macintosh se vendía con la primera versión del sistema operativo de interfaz gráfica Mac OS y la aplicación Finder, conocido por el público como "Sistema Versión 1.0" (en realidad la versión 0.97 en la versión original, seguido por 1.1). El Macintosh original conoció hasta tres actualizaciones para ambos programas antes de que se dejará de comercializar. La empresa recomienda System 2.0 y 4.2 del Finder, con sistema 3.2 y 5.3 del Finder como el máximo. El Sistema Versión 4.0 eliminó oficialmente el apoyo a la Macintosh 128K como lo demuestra el hecho que su distribución se empaquetó en disquetes de 800 kB de capacidad, que el 128K no podía utilizar.
Las aplicaciones MacPaint y MacWrite se incluyeron con el primer Mac. Otros programas disponibles incluyen MacProject y MacTerminal. Los lenguajes de programación disponibles en aquel momento incluyen MacBasic, MacPascal, y el Sistema de Desarrollo 68000 para Macintosh. El Macintosh también vino con un manual y una guía de cinta de casete de audio de guía única que trabajaba junto con el disquete de tutorial guiado tanto para el propio Macintosh y sus las aplicaciones incluidas, ya que casi nadie había utilizado un ratón antes, mucho menos habían usado una interfaz gráfica de usuario.
La Macintosh fue la primera computadora personal que corrió el programa Mathematica. La IBM PC no podía hacerlo en un inicio, solo minicomputadores basados en el sistema operativo UNIX.

## Continuidad y Relevancia histórica
En 1987 Steve Jobs abandonaba, de forma forzada, Apple, pero el computador Macintosh continuó. Durante las décadas de 1980 y 1990 el computador Macintosh se convierte en el eje troncal de productos durante sucesivas evoluciones pero sin llegar a dominar el mercado, el cual seguía sometido al combinado IBM y Microsoft que se convirtió luego en el binomio Intel - Microsoft, llamado Wintel. Aparecieron productos como el Macintosh II, LC, Macintosh Quadra, los portátiles Portable y Power Book los cuales se hicieron de un nicho de mercado global en el mundo de la edición, diseño gráfico, publicidad y diseño en general planteando una ruta divergente al dominio del IBM PC y su clones, manteniendo dos sistemas en el mercado incompatibles entre sí.
El Macintosh fue el segundo producto de Apple computer en tener GUI, después del Lisa y el que finalmente implantó este sistema en la industria, posteriormente llegaron los sistemas Atari ST y el Commodore Amiga con GUI. Microsoft tardó 10 años en alcanzar este avance con el Windows 3.1 y finalmente con el Windows 95, con el cual terminó de imponerse de forma omnipresente en el mercado de la computación mundial.
La Macintosh terminó de consolidar la ruta ya abierta por el Apple Lisa como la posibilidad de trabajar con programas de productividad ofimática auto integrables, realizar diagramas y gráficas, integrar imágenes y texto en un solo documento, producir y editar publicaciones enteras combinando información de diversas fuentes, correr juegos de video como juegos de mesa, simuladores o juegos de rol, editar y procesar música a través de la interfaz MIDI, capacidades que el resto de máquinas del mercado de consumo directo masivo estaba aun lejos de alcanzar, transformando y acelerando a la industria. Finalmente la Macintosh con los años, a pesar de tener una cuota de mercado baja  logró expandir de forma global el poder de la computación hacia el público en general ayudando a fomentar industrias y capacidades inéditas en aquella época a partir de organizaciones casi unipersonales o de trabajo colaborativo sin determinación territorial. Pero el elevado coste del Macintosh en comparación con los clónicos del IBM al inicio, y el tiempo que el mercado empezó a requerir de estas herramientas hizo que el binomio Wintel alcanzará a las Mac (como finalmente se llamó a toda la línea de Macintosh y a toda la línea de computadores de Apple en los años 90).
Para 1996 Apple Computer, a través de la línea Macintosh, tenía una cuota de mercado muy reducida y la empresa de la manzana estaba en serias dificultades financieras. Pero la historia del Mac está ligada a la vida personal de Steve Jobs, quien creó y dirigió Next computers después de su salida de Apple, empresa que finalmente fue absorbida en 1996 por Apple en un intento de dar alguna solución a la crisis que presentaba a través del innovador software a modo de sistema operativo NeXTSTEP orientado a objetos con capacidades multitarea, basado en la plataforma UNIX el cual llegó a ser la piedra fundacional para la creación del primer servidor WEB del mundo por Tim Berners-Lee en el CERN de Suiza. En 1998 Apple, con Steve Jobs al mando nuevamente, presentó por todo lo alto el iMac G3 que fue la segunda gran etapa en la línea evolutiva de la Macintosh dirigida (como la Mac original) al mercado de consumo masivo pero con una orientación plena al acceso y trabajo a través de internet (por eso la "i" en el nombre iMac) y más específicamente del World Wide Web, volviendo a revolucionar el mundo informático por su diseño, orientación y contando con el sistema operativo Mac OS 8 que terminó siendo sustituido con el más innovador Mac OS X basado en el NeXTSTEP. Jobs volvió a presentar personalmente el computador y comparó su rendimiento con los mejores equipos compatibles del mercado. Fue el lanzamiento más exitoso en la historia de la línea Mac hasta ese momento volviendo a recuperar cuota de mercado y reorganizando el portafolio de la empresa en productos de uso para profesionales y domésticos, retomando la obsesión original por el diseño, funcionamiento y experiencia de usuario.
Hoy en día la línea Mac es la línea de computadores personales de alta gama más vendida y rentable de los EE. UU.  y la más extendida a nivel global con la línea iMac, Macbook  y Macbook Air para mercado doméstico y Mac Pro y Macbook Pro para el mercado profesional. Apple Computer pasó a ser Apple Inc y se ha convertido en el mayor grupo informático a nivel global y la mayor empresa por capitalización bursátil en 2014. El 24 de enero de 2014 Apple conmemoró los 30 años de existencia de las Macintosh a través de un vídeo en su página WEB.

## Créditos y Curiosidades
Cuando el prototipo final de la máquina estuvo listo, Jobs le pidió a todo el equipo que estamparan su firma para que después esta quedará inmortalizada en el lado interior de la carcasa de todas las macintosh que se produjeran.
Los nombres de la división Macintosh de 1982 que aparecen en la carcasa son los de: Peggy Aleixo, Colette Askeland, Bill Atkinson, Steve Balog, Bob Belleville, Mike Boich, Bill Bull, Matt Carter, Berry Cash, Debbie Coleman, George Crow, Donn Denman, Christopher Espinosa, Bill Fernández, Martin Haeberli, Andy Hertzfeld, Joanna Hoffman, Rod Holt, Bruce Horn, Hap Horn, Brian Howard, Steve Jobs, Larry Kenyon, Patti King, Daniel Kottke, Angeline Lo, Ivan Mach, Jerrold Manock, Mary Ellen McCammon, Vicki Milledge, Mike Murray, Ron Nicholson Jr, Terry Oyama, Benjamin Pang, Jef Raskin, Ed Riddle, Brian Robertson, Dave Roots, Patricia Sharp, Burrell Smith, Bryan Stearns, Lynn Takahashi, Guy (Bud) Tribble, Randy Wigginton, Linda Wilkin, Steve Wozniak, Pamela Wyman y Laszlo Zidek.
En el anime Jigoku Shōjo aparece una Macintosh 128K para que Ai sepa cuando hay una petición. Antes de la petición, el ordenador parece apagado, cuando esta llega suena un cascabel con la imagen del símbolo. No obstante, para hacer el dorama se tuvo que adquirir una, poner una configuración con papel y listo.